# Macrosiphum timpanogos
Macrosiphum timpanogos är en insektsart som beskrevs av Frank Hall Knowlton 1942. Macrosiphum timpanogos ingår i släktet Macrosiphum och familjen långrörsbladlöss. Inga underarter finns listade i Catalogue of Life.